# ريتشية قزمية
ريتشية قزمية (الاسم العلمي:Ritchiea pygmaea) هي نوع من النباتات تتبع جنس الريتشية من الفصيلة القبارية.